# Саша Скул
Са́ша Скул (настоящее имя — Алекса́ндр Андре́евич Ткач; 2 июня 1989, Братск — 17 июня 2022, Москва) — российский рэпер, один из основателей группы «Бухенвальд Флава». За свою музыкальную карьеру выпустил пять альбомов в составе «Бухенвальд Флава» и одиннадцать сольных альбомов.

## Биография

### Ранние годы и начало карьеры
Родился 2 июня 1989 года в Братске. В школьные годы стал интересоваться русским хип-хопом и роком, слушал такие группы, как «Многоточие», «Рабы лампы» и «Красная плесень». В 2004 году под псевдонимом Саша Скул стал участником группы «Коба ЧоК». Позднее, в 2009 году, вместе с Дмитрием Гусевым создал новый коллектив — «Бухенвальд Флава», в составе которой записал альбомы «Мой друг Гитлер» (2009) и «Заводной помидор» (2011). Творчество коллектива отличалось нарочитой провокативностью содержания: музыканты сатирически обращались в своих песнях к нацизму, ксенофобии, патриотизму и бандитизму.
С 2011 года начал заниматься сольным творчеством, выпустив дебютный альбом «Бесполезное Ископаемое». В 2013 году вышел новый альбом «По ком звонит колокол». В 2014 году после выпуска альбома «Белая горячка» группа «Бухенвальд Флава» прекратила существование из-за разногласий между участниками. В апреле принял участие во втором сезоне шоу Versus Battle против John Rai. В том же году вышел новый альбом, «Вино из цикуты». В 2015 году записал очередной диск «Камо грядеши».
В 2016 году вышел альбом «Пламень», продюсированием которого занимались RipBeat и Dark Faders; презентация состоялась 12 ноября в Санкт-Петербурге. В следующем году, также совместно с RipBeat и Dark Faders, было записано три альбома: «Солнцеград», «Богачка» и «1989», ставший идейным продолжением релиза 2016 года.
В 2018 году был выпущен альбом «Песни про вас», продюсированием которого занимался дуэт битмейкеров Dark Faders. В трек-лист релиза также вошла юмористическая кавер-версия песни Максим.

### Инсценировка смерти и болезнь
В феврале в социальной сети ВКонтакте появились сообщения о смерти музыканта; позднее было опубликовано опровержение от самого Скула. В мае 2019 года Саша Скул сообщил о том, что попал в больницу с подозрением на рак. В поддержку Скула его друзья организовали пятичасовой благотворительный концерт, который состоялся 30 июня. Первоначально также распространялась информация, что непосредственную помощь Скулу оказывала «его близкая подруга Анна Шульгина», однако, по его словам, «концертом занималась „чувашская братва“, от неё информация попала в соцсети Ёлке, а уже от неё — к певице Шене, дочери Валерии».
На протяжении болезни Саша Скул ежедневно писал заметки о своём состоянии в социальной сети ВКонтакте, а 1 ноября 2019 года выпустил десятый по счёту альбом Nigredo, в котором задокументировал свою борьбу с раком. 7 ноября 2019 года Саша Скул на своей странице в социальной сети сообщил об окончании лечения.
21 февраля 2020 года вышел первый релиз Саши Скула после болезни — совместный с Murda Killa альбом «Навьи тропы», вдохновлённой русским фольклором. Гостевыми куплетами на пластинке отметились Horus и Pyrokinesis. 13 июля того же года Murda Killa скончался из-за приступа астмы, вызванного употреблением алкоголя и антидепрессантов.
10 апреля лейбл «ДЖЕМ», владеющий правами на песни Скула, отсудил у стриминг-сервиса BOOM 575 тысяч рублей — за нарушение авторских прав на песни Саши Скула и композитора Леонида Величковского. Лейбл обнаружил в медиатеке BOOM песни из альбома Скула «Тагир Маджулов», при этом информация об авторском праве была удалена, и денег с прослушиваний альбома артист не получал. Стриминг-сервис не смог подтвердить, что он владеет правами на контент.
В июле состоялась премьера второго релиза Скула в 2020 году. Альбом «Мор» — это злободневный рэп под танцевальную музыку, записанный во время самоизоляции. Сам Скул характеризует альбом так: «Не саундтрек к концу света, но призыв к новой жизни — напоминание, что мир не погиб».
В 2022 году вышел посмертный сборник Murda Killa «Один Восемь Семь» от лейбла ДСХХ, где посмертно принял участие Саша Скул.
В 2023 году состоялся релиз сборника старых песен Murda Killa под названием «Bootleg 105», где посмертно принял участие Саша Скул.
В 2023 году вышел сборник треков от лейбла ДСХХ: Интервенция, Ч. 1, на которой был трек от Саша Скул.

### Смерть
Скончался 17 июня 2022 года в Москве; информацию о смерти Саши Скула средствам массовой информации подтвердили его сестра Ольга и его друг Никита Хорс.

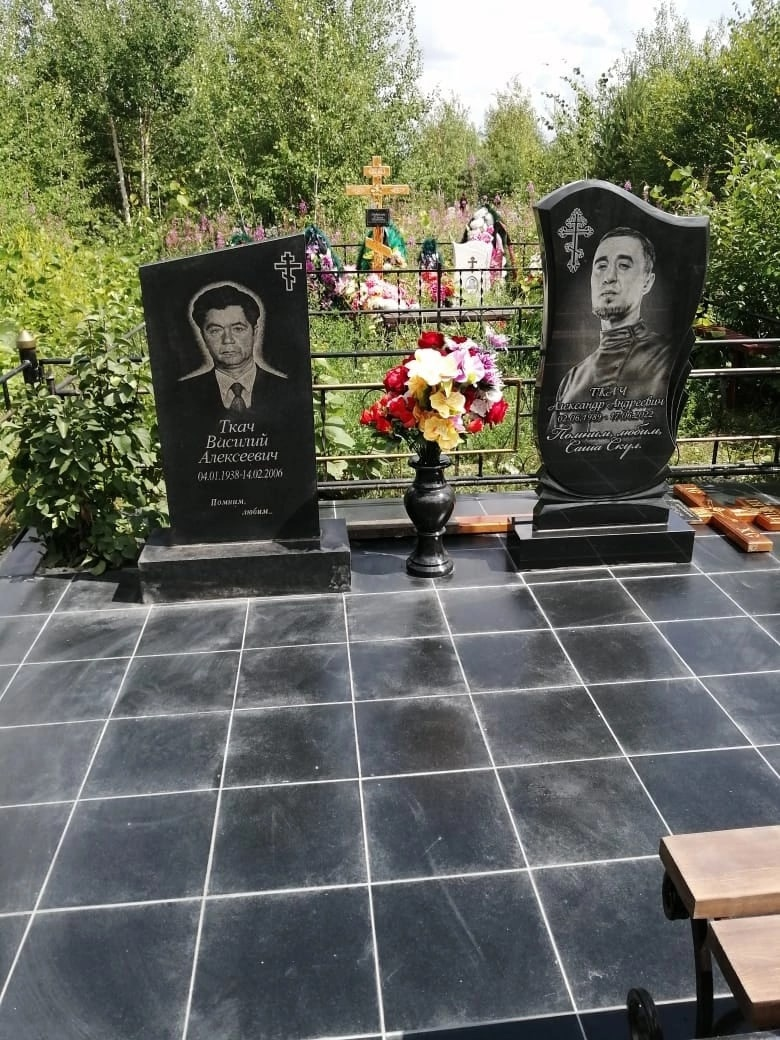
Могила Саши Скула (справа) на Новом кладбище в Братске

20 июня 2022 года в Москве было проведено похоронное прощание, после чего тело музыканта было перевезено в Братск, где 22 июня 2022 года и прошли его похороны.
16 февраля 2023 года вышел трибьют-альбом «смерть неизбежна» в честь Murda Killa, в записи которого участвовал Саша.
24 февраля вышел посмертный альбом «Пасха мёртвых» при участии Metox, Паша Техник и Murda Killa.

## Стиль
Творчество Скула характеризуется эпатажными и сатирически пародийными текстами песен, сосредоточенными вокруг тем национализма, наркомании и алкоголизма. Отмечая особый подход музыканта к творчеству, его стиль описывают как «анти-рэп» и «рэп постмодерна», переходящий в «далёкий от рэп-техник» поток сознания.

## Критика и запреты
В 2021 году рэпер Саша Скул задержан в Москве за акцию в поддержку полицейского из США.
В 2021 году на Сашу Скула написали заявление по 282 статье УК РФ. Его обвиняли в призывах к насилию и пропаганде фашизма.
В 2021 году Калининский районный суд Санкт-Петербурга заблокировал некоторые песни Саши Скула за «пропаганду уголовной субкультуры».
В 2023 году Минюст включил в реестр экстремистских материалов песню Околорэпа и Саши Скула.

## Дискография
В составе «Коба Чок»
| Год  | Название                  |
| ---- | ------------------------- |
| 2008 | «Пункт приёма стеклотары» |
| 2008 | «Рэп пиздой пошёл»        |

В составе «Бухенвальд Флава»
| Год  | Название                   |
| ---- | -------------------------- |
| 2009 | «Мой друг Гитлер»          |
| 2010 | «Это я Димочка… и Сашечка» |
| 2011 | «Заводной помидор»         |
| 2012 | «Моя Борьба»               |
| 2014 | «Белая горячка»            |

Сольное творчество
| Год  | Название                                |
| ---- | --------------------------------------- |
| 2010 | Meine Niederlage                        |
| 2011 | «Бесполезное Ископаемое»                |
| 2013 | «По ком звонит колокол»                 |
| 2014 | «Вино из цикуты»                        |
| 2015 | «Камо грядеши»                          |
| 2016 | «Пламень»                               |
| 2017 | «Солнцеград»                            |
| 2017 | «Богачка»                               |
| 2017 | 1989                                    |
| 2018 | «Песни про вас»                         |
| 2019 | NIGREDO                                 |
| 2020 | «Навьи Тропы» (совместно с Murda Killa) |
| 2020 | «Мор»                                   |
| 2021 | «Конец детства»                         |
| 2023 | «Пасха мёртвых»                         |

Синглы
Участие
- «Настроенице» (при участии Ресторатор)
- «Ритуальные Танцы» (при участии Олег Харитонов, Ветл Удалых)
- «Кристаллы» (при участии Kunteynir)
- «Лирика» (при участии СД и Rickey F)
- «Малолетка» (при участии ОколоРеп)
- «Экзистенциальная Россия» (при участии Макулатура)
- «Вы заебали» (при участии Олег Харитонов)
- «Вечная весна» (при участии Zerno boboviy)
- «Пять утра по гринвичу» (при участии munen musin & Ленина Пакет)
- «Мастера Упоротого Слова» (при участии Ленина Пакет, Зерно Бобовый (Zerno)
- «Абамка» (при участии Славы КПСС, Замая и Овсянкина)
- «Чудо-УДО» (при участии ЛСП)
- «Разрулили» (при участии Sagath)
- «Дух Русской эмо школы» (при участии Овсянкина и Молодёжьвыбираеткосмос)

## Рэп-баттлы

### «Versus»
| Соперник | Дата выхода |
| -------- | ----------- |
| John Rai | 2014        |

### «FreeWay Battle»
| Соперник | Дата выхода |
| -------- | ----------- |
| Паук     | 2015        |

### «Slovo»
| Соперник      | Дата выхода |
| ------------- | ----------- |
| Дмитрий Энтео | 2016        |